# Диизопропилтриптамин
Диизопропилтриптами́н (также известный как DiPT, от англ. Disopropyltriptamine) — психоактивное вещество семейства триптаминов. По своему действию уникально тем, что вызывает только слуховые иллюзии или галлюцинации, что отличает его от большинства других психоделиков, чьё влияние искажает главным образом зрительное восприятие. DiPT может представлять ценность для учёных-неврологов из-за его сложных искажающих слух эффектов, механизм возникновения которых до сих пор неизвестен.

## Химия
DIPT является производным от триптамина, образованным путём замещения двумя изопропиловыми группами двух атомов водорода, присоединённых к неароматическиму атому азота в молекуле триптамина.

## Основные эффекты
Хотя эффекты DiPT в первую очередь слуховые, некоторые потребители сообщили, что при более высоких дозировках они ощутили проблемы с координацией, спутанность сознания и незначительные искажения зрительного восприятия. Наряду с этим, наиболее распространённый эффект — сжатие внутреннего уха (которое может быть болезненным в некоторых случаях, например, при сочетании с эмпатогеном МДМА).
Помимо всего прочего, при приёме DiPT менее важны обстановка, психологический настрой и ситтер, так как слуховая система для людей менее значима, чем зрительная.

## Слуховые искажения
Существует много гипотез о природе возникновения слуховых искажений, вызываемых DiPT. При небольших дозировках, вещество, как сообщается, даёт эффект, похожий на фланжер или фазовый сдвиг. При средних и высоких дозах, как правило, DiPT создаёт радикальный сдвиг вниз воспринимаемой высоты звука. Этот сдвиг обычно является нелинейным; сдвиг вниз варьируется в зависимости от изначальной высоты. Это может привести к возникновению непривычных звуков и сделать прослушаемую музыку дисгармоничной.
Диизопропилтриптамин может вызывать расстройство слуха — тиннитус (звон в ушах), который может продолжаться несколько дней.
DiPT до сих пор остаётся малоизученным психоактивным веществом.

## Правовой статус
В США не внесён в список наркотических средств и оборот его не контролируется, но за хранение и продажу вещества потенциально могут привлечь к уголовной ответственности в соответствии с Федеральным актом об аналогах, как показала июльская операция «Web Tryp» (англ.) 2004 года. 5-MeO-DiPT добавлен в список I в апреле 2003 года
Как и в случае со многими препаратами из PiHKAL и TiHKAL, DiPT относится к классу A в Великобритании, что делает незаконным его хранение или использование.
В РФ является производным 5-Гидрокси-N-метилтриптамина, в связи с этим его оборот запрещен
Не является, в деле DiPT не фигурирует, основа претензии суда — фигурирующий в деле изъятый 4-метил-эткатинон.
закон об аналогах провалился, как потенциально угрожающий госбезопасности.
DiPT в списках не значится, и как таковой(в отрыве от добавочного героина и кокаина) законом не запрещен,
и никаким производным он не является, как и Суматриптан в аптеках.
Ни 5-MeO-DiPT, ни 5-гидрокси-NMT упомянутые в деле, не имеют никакого отношения ни к DiPT, ни к друг другу, ни к Суматриптану.